# Párense de Manos
Párense de Manos es un evento de boxeo aficionado entre streamers, creadores de contenido y celebridades, organizado por Lucas Rodríguez, German Beder y Alfredo Montes de Oca, bajo su programa de radio y stream Paren La Mano de Vorterix. El patrocinio es llevado a cabo por Stake y Kick en conjunto. Es realizado anualmente desde 2023.

## Primera edición (2023)
La primera edición del evento se llevó a cabo el 21 de diciembre de 2023 en el Teatro Luna Park, en Buenos Aires y fue retransmitido por Twitch, llegando a picos de 450.000 espectadores en simultáneo.

### Combates
| Luchador 1                                              | vs. | Luchador 2              |
| ------------------------------------------------------- | --- | ----------------------- |
| Palito                                                  | vs. | Valentín Torres Erwerle |
| Seleneitor                                              | vs. | Juli Savioli            |
| Piti Fernández                                          | vs. | Coker                   |
| Chapu Martínez                                          | vs. | La Cobra                |
| Mili Mansilla                                           | vs. | Milica                  |
| ZZK                                                     | vs. | Frankkaster             |
| Rober Galati                                            | vs. | Grego Rossello          |
| Las casillas sombreadas indican el ganador del combate. |     |                         |

En un principio el contrincante de Piti Fernández iba a ser el streamer argentino Luken, pero este sufrió una Trombosis venosa profunda que le impidió pelear, siendo reemplazado por su colega y compatriota, Coker.

### Actuaciones
| Artista        | Canciones                                         |
| -------------- | ------------------------------------------------- |
| Simón Fuga     | «Caco Abatido», «Tori Welles»                     |
| LUANA          | «Trip», «No hay dolor», «Será mi culpa?»          |
| Callejero Fino | «Mission 10», «Turreo Sessions #723»              |
| Lit Killah     | «La trampa es ley», «Facetime», «Los del espacio» |
| Dillom         | «Pelotuda», «Minimi», «OPA»,                      |
| Airbag         | «Himno nacional argentino»                        |

Además de dichas actuaciones previamente pactadas, se realizaron también las siguientes intervenciones de artistas:
| Artista            | Contexto |
| ------------------ | --- |
| Falke 912          | Durante la salida de Coker al ring, fue acompañado por el rapero uruguayo quien interpretó «Nat Geo».                                                                                    |
| Guillermo Novellis | Durante la salida de Chapu Martínez al ring, fue acompañado por el líder y cantante de la banda argentina La Mosca Tsé-Tsé quien interpretó «Muchachos, ahora nos volvimos a ilusionar». |
| Joaquin Cavanna    | El presentador y comentarista del evento entretuvo al público presente con una imitación del trote del exfutbolista Fernando Gago.                                                       |
| Callejero Fino     | Durante la salida de Mili Mansilla al ring, fue acompañada por el rapero, quien interpretó «Pide Remix».                                                                                 |
| C.R.O              | Durante la salida de Grego Rossello al ring, fue acompañado por el rapero quien interpretó «hARAkiRi».                                                                                   |

## Segunda edición (2024)
Párense de Manos 2 se realizó el 19 de diciembre de 2024 en el Estadio José Amalfitani de Buenos Aires, con capacidad para más de 40 000 espectadores. Esta edición fue la primera en retransmitirse por Kick, plataforma en la cual llegó a picos de 670 000 espectadores en vivo. Además, esta edición contó con los patrocinadores Burger King, Stake, Speed Unlimited, entre otros. Esta edición incluyó también la presencia de byViruZz y Shelao como analistas.

### Combates
| Luchador 1                                              | vs. | Luchador 2                   |
| ------------------------------------------------------- | --- | ---------------------------- |
| Stéfano "Yeyo" De Gregorio                              | vs. | Federico "Zeko" Cristalino   |
| Claudio "Turco" García                                  | vs. | "El Ruso" Kruszyn            |
| Manuela "Qm" Quintero                                   | vs. | Florencia Vigna              |
| Angelo "Will" Valdes                                    | vs. | Enrique "Luken" Coppel       |
| Roberto "Rober" Galati                                  | vs. | Emilio González Moreira      |
| Martina "Marti" Benza                                   | vs. | Federica "Federikita" Riccio |
| Tomás "Robleis" Arbillaga                               | vs. | Tomás Mazza                  |
| Pablo Migliore                                          | vs. | Sergio "Maravilla" Martínez  |
| Miguel "Mike La Maquina del Mal" Bedean                 | vs. | Gerónimo "Momo" Benavides    |
| Las casillas sombreadas indican el ganador del combate. |     |                              |

### Exhibición
| Luchador 1    | vs. | Luchador 2      |
| ------------- | --- | --------------- |
| Jaime Lorente | vs. | Nazareno Casero |

### Actuaciones
| Artista            | Canciones                                                                           |
| ------------------ | ----------------------------------------------------------------------------------- |
| Nashy Nashai       | «Cosas por decir», «Mira ma», «Karma», «ABC», «Egoísta»                             |
| Homer el Mero Mero | «El Mundo es Tuyo», «Fruto rojo», «No es ATP»                                       |
| Luck Ra            | «Que me falte todo», «Un siglo sin ti», «Suavemente», «Ya no vuelvas», «La morocha» |
| Khea               | «Animo», «El don», «Vete», «Hola perdida»                                           |
| El Mono de Kapanga | «Himno nacional argentino»                                                          |

Homer el Mero Mero no finalizó su última canción debido a un ataque por sus problemas de adicción con la droga.
Además de dichas actuaciones previamente pactadas, se realizaron también las siguientes intervenciones de artistas:
| Artista            | Contexto |
| ------------------ | --- |
| Hernán Arbuco      | Durante la salida de Yeyo de Gregorio al ring, fue acompañado por el cumbiero y líder de la banda Hernán y La Champions Liga, quien interpretó «Bésame».                                                                                   |
| Oscu               | Durante la salida de "El Ruso" Kruszyn al ring, fue acompañado por el cantante argentino, quien interpretó «Santa». |
| Ezequiel Matthysse | Durante la salida de Turco García al ring, fue acompañado por el cantante y boxeador argentino, quien interpretó «Boxidanga». |
| Joaquin Cavanna    | El presentador y comentarista del evento entretuvo al público presente nuevamente con una imitación del trote del exfutbolista Fernando Gago, tal cual ocurrió en la edición pasada.                                                       |
| Minerva Casero     | Durante la salida de Nazareno Casero al ring, fue acompañada por su hermana, actriz y cantante, quien interpretó «A Cruel Angel's Thesis», que es el tema de apertura del anime Neon Genesis Evangelion, interpretado por Yōko Takahashi.. |
| Soui Uno           | «Mérito propio» |
| Ponte Perro        | Durante la salida de Pablo Migliore al ring, fue acompañado por el cantante, quien interpretó «SOLARI RKT». |
| Owin y Jack        | Durante la salida de Maravilla Martinez al ring, fue acompañado por los cantantes quienes interpretaron «Resistencia - Maravilla Martinez».                                                                                                |

## Tercera y última edición (2025)
Aún con fecha, lugar y participantes a confirmar, los organizadores del evento han confirmado en repetidas ocasiones que esta sería la última edición. Si bien han surgido distintos rumores, solo se ha confirmado una pelea entre dos periodistas argentinos y que el evento se realizaría a finales de 2025.

### Combates
| Luchador 1         | vs. | Luchador 2    |
| ------------------ | --- | ------------- |
| Manuel "Manu" Jove | vs. | Mariano Pérez |